# Korkeasaari
Korkeasaari, en suédois Högholmen (en français l'île haute) est une île du sud de la Finlande située dans le golfe de Finlande, à l'est du centre-ville d'Helsinki. Elle fait partie du quartier de Mustikkamaa–Korkeasaari et au district de Kulosaari.

## Description
Korkeasaari, Mustikkamaa et quelques îles plus petites, forment le district de Mustikkamaa-Korkeasaari.
Les îles Hylkysaari et Palosaari sont situées à côté de Korkeasaari.
Un pont mène à Korkeasaari depuis l'île voisine de Mustikkamaa.
Mustikkamaa est reliée par un pont à Kulosaari et par le pont Isoisänsilta à  Kalasatama.

## Parc zoologique
D'une superficie de 22 hectares, elle est connue pour son parc zoologique, le plus grand du pays avec plus de 200 espèces animales et 1000 espèces végétales.
Le zoo de Korkeasaari,qui est toujours en activité, a été fondé en 1889 à Korkeasaari. L'architecte Frithiof Mieritz a conçu plusieurs bâtiments pour le zoo dans ses premières années et a également contribué à la création du zoo en faisant don de deux oursons à la société Anniskelu, pour laquelle il a conçu le premier abri d'ours de Korkeasaari.

## Transports
Le zoo est accessible toute l'année par voie terrestre en passant par le pont reliant  Korkeasaari et Mustikkamaa et construit en 1972.

### Bateau
De nos jours, les bateaux-bus de Korkeasaari, exploités par Suomen Saaristokuletus partent de Kauppatori ou de Hakaniemi de mai à septembre,.

### Bus
La ligne 16 des Transports de la région d’Helsinki circule toute l'année depuis Rautatientori jusqu'à la billetterie de Mustikkamaa.
Il y a trois départs par heure.
Le temps de trajet estimé est de 20 minutes.
La  ligne 59 passe par la gare de Pasila jusqu'à Sompasaari, d'où le trajet est de 500 mètres en traversant Isoisänsilta jusqu'à la billetterie de Mustikkamaa.

### Ponts de la couronne
En août 2016, il a été décidé de mettre en œuvre le projet Kruunusillat, qui, une fois réalisé, comprendra une ligne de tramway de dix kilomètres de long et trois nouveaux ponts entre le centre-ville d'Helsinki, Korkeasaari et Yliskylä.
L'un des trois nouveaux ponts nommé Kruunuvuorensilta, sera construit entre Korkeasaari et Kruunuvuorenranta.
Une fois terminé, ce sera le plus long pont de Finlande.
L'année d'achèvement estimée des ponts de la couronne est 2026.

## Galerie

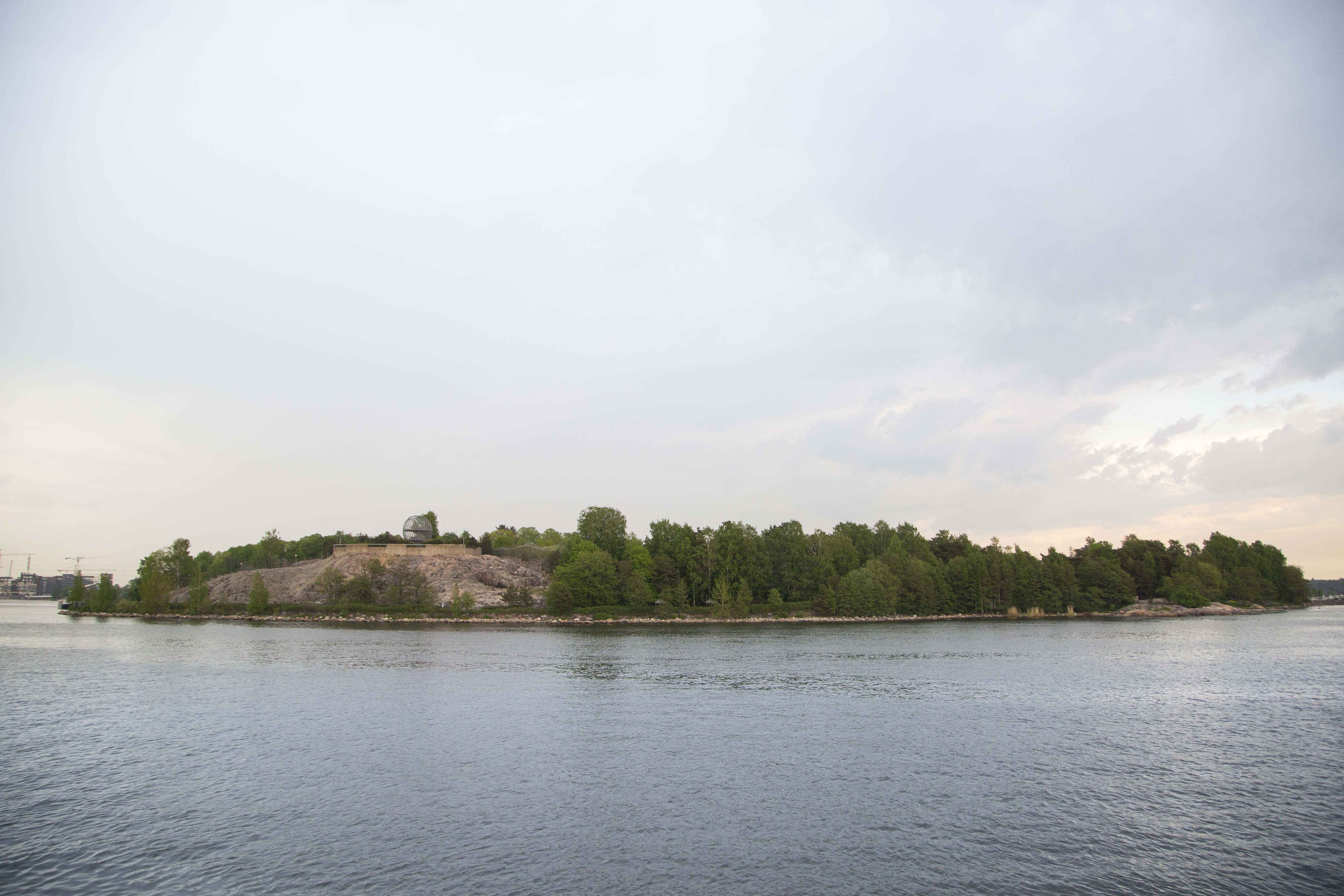
Korkeasaari.
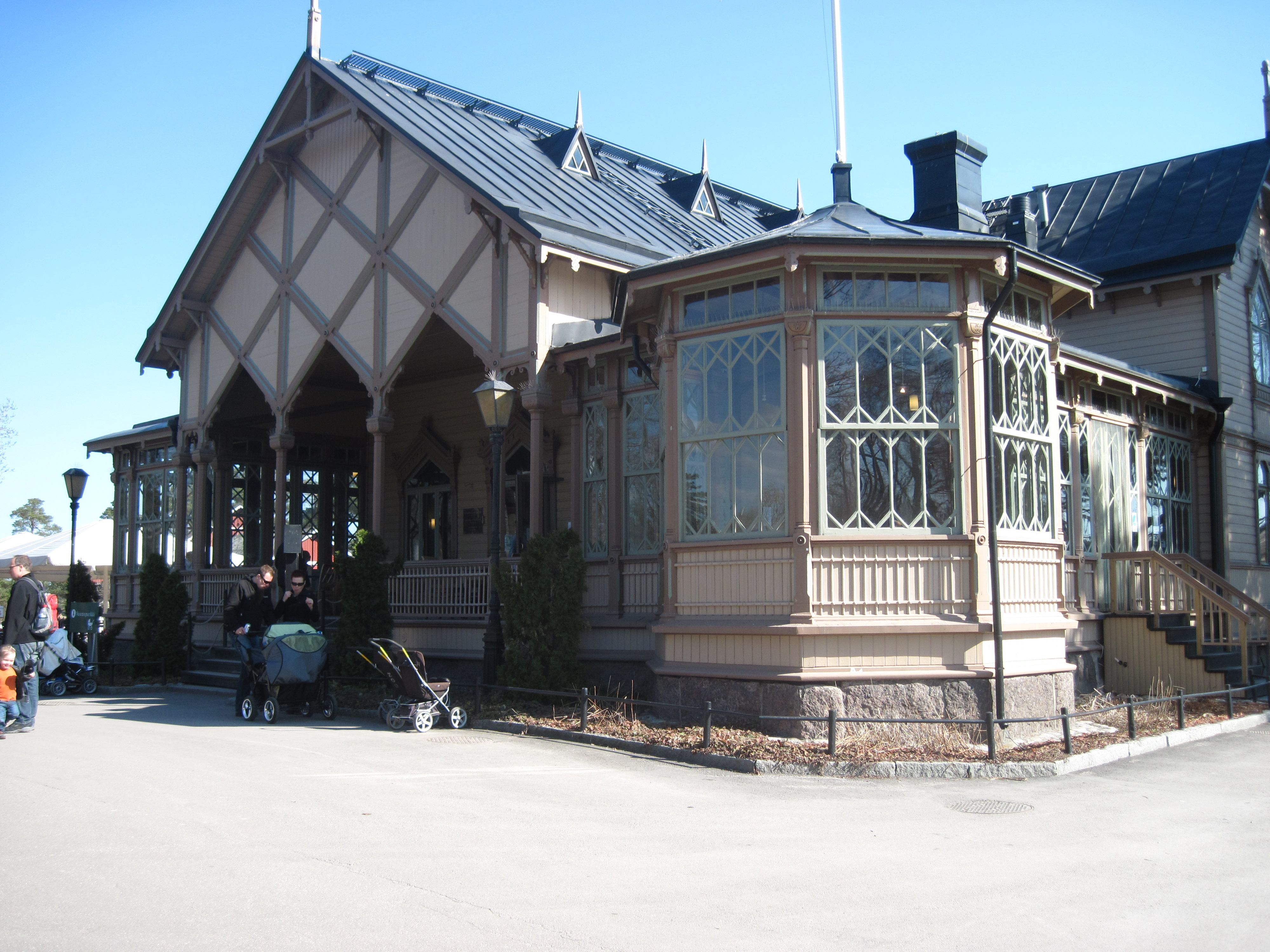
le restaurant Pukki conçu par Theodor Höijer.
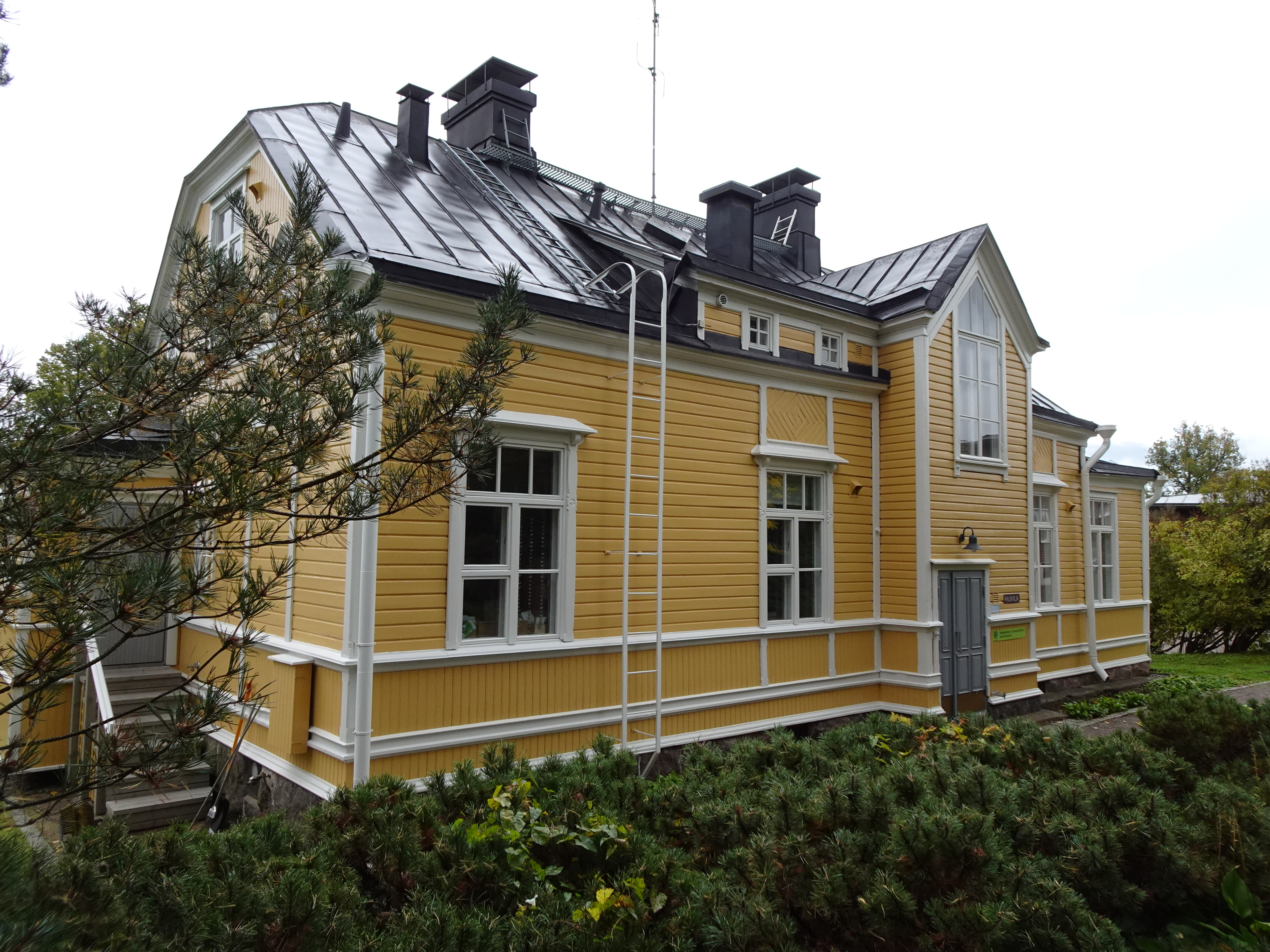
Logement.
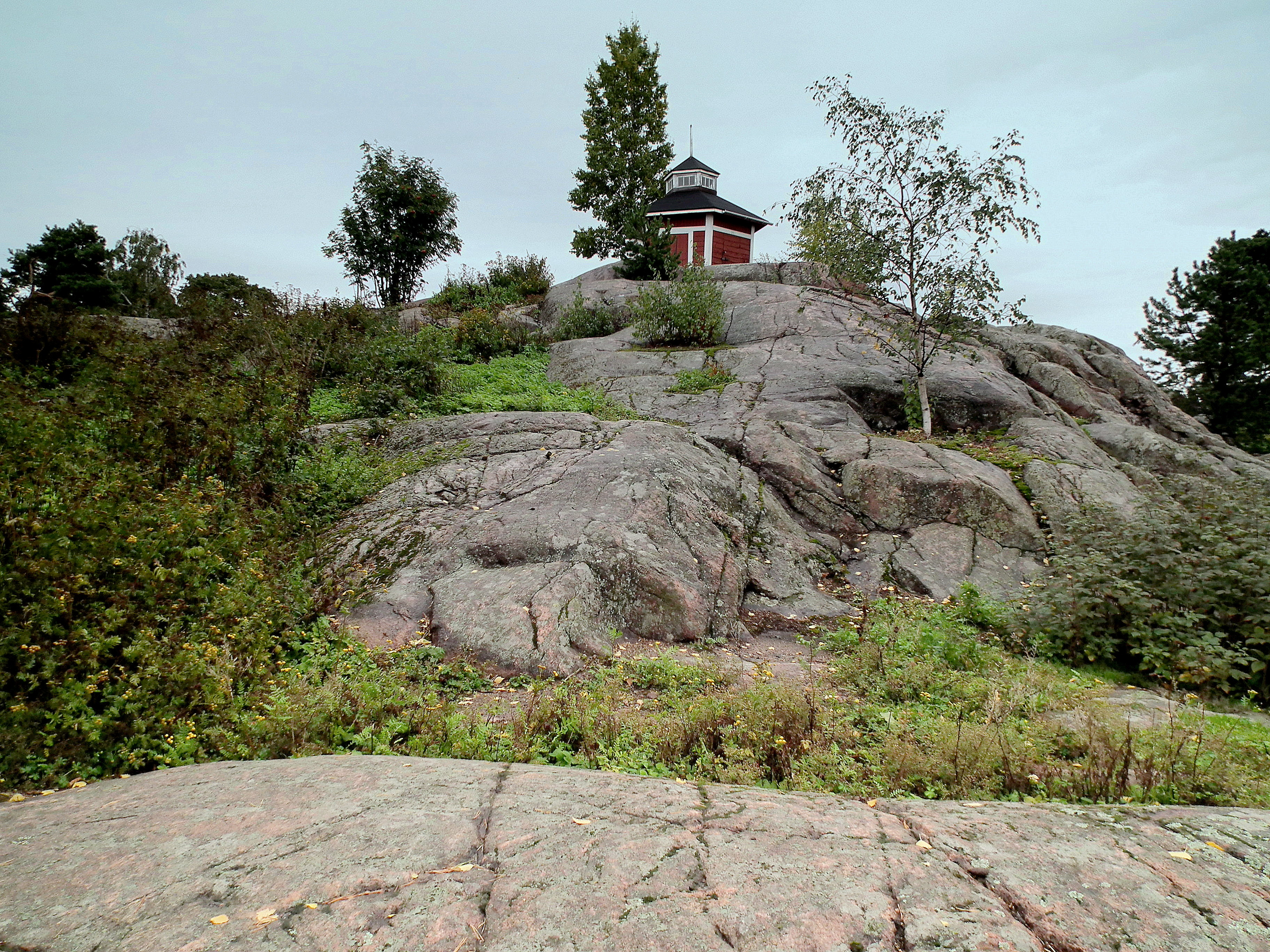
Point culminant de Korkeasaari.
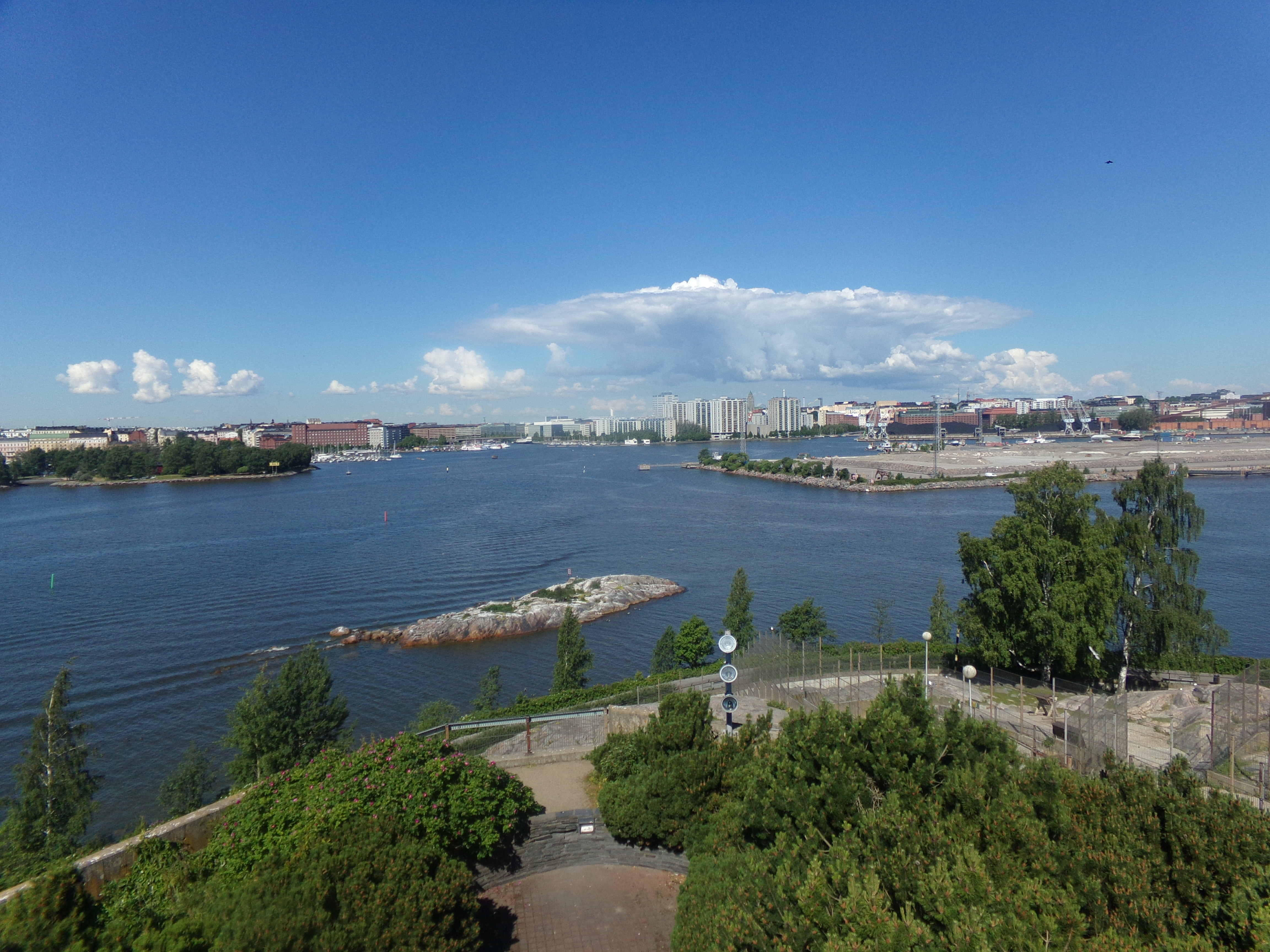
Vue de la tour d'observation.